# 节节高声
《节节高声》是由超级女声的原创者廖珂及其团队制作的一个音乐榜节目，由湖南卫视制作。节目的评选对象来自各大唱片公司推荐的新人，以音乐人现场打歌的方式为音乐新生力量打造一个良好的传播平台。

## 节目介绍

### 节目构成
节节高声全年节目由日播、周播、年度颁奖典礼构成。
1. 每季进行9场比赛，每周一场。
2. 平日每天有日播节目，播出参赛选手准备期间的花絮和采访
3. 一季（9场比赛）为一个评榜周期。

### 参赛规则
- 首席音乐官(CMO)：由节目组挑选出的音乐权威人士。首席音乐官（CMO）担任评审角色，首席音乐官（CMO）拥有评榜的最终决定权。
- 参赛选手：由各合作唱片公司推荐
- 新歌：新歌为唱片公司或参赛选手拥有独立版权的华语歌曲。英文歌曲和翻唱歌曲没有参赛资格。

### 奖项介绍
- 周冠军单曲：每期节目由CMO从在榜歌曲中选出一首歌曲
- 季度金曲：每季度节目中，获得周冠军单曲次数最多的单曲将成为季度金曲
- 季度新人：在整季度节目中，在榜单曲最多的参赛选手将成为季度新人

## 参赛选手

### 第一季
| - 川子 - 蝴蝶组合 - 简迷离 - 咖啡因乐队 - 龙宽 | - 小文 - 肖飞 - 与非门 - 曾一鸣 |  |

曾一鸣获得季度冠军

### 第二季
| - 萱妍 - 温娇 - 郝云 - 曹轩宾 | - 棉花糖 - 迷谣乐团 - HIT-5 - 曾一鸣 |  |

棉花糖获得季度冠军

### 第三季
| - 袁方舟 - 丁香、晓晓 - 山野 - 刘维 | - 田超 - 山人乐队 - 许颂 - 解昕怡 |  |

比赛进行中，许颂等已经出局。

## 电视播出时间
- 湖南卫视：首播:每周六  17:20 ；每日花絮：星期一至星期五 18:20 （10分钟）
- 湖南卫视国际频道：《节节高声》在湖南卫视国际频道播出时间不确定，请关注电视台每周节目预告